# Aichi B7A Ryusei
Торпедоносец Метеор ВМС Императорской Японии 海軍艦上攻撃機「流星」/愛知B7A (яп.  Кайгун кандзё: ко:гэкики Рюсэй/Аити Би-Нана-Эй) — двухместный цельнометаллический торпедоносец корабельного базирования ВМС Императорской Японии Второй мировой войны. Разработан в КБ авиационного завода Аити под руководством ведущего конструктора Н. Одзаки. Наиболее тяжёлый из всех торпедоносцев корабельного базирования ВМС Императорской Японии, строился установочной серией. Принят на вооружение ВМС Императорской Японии весной 1944 года. Условное обозначение разведслужб союзников Грейс (Grace).

## История

#### ТТЗ № 16 ВМС
Прикидки внешнего облика перспективного корабельного торпедоносца для своевременной замены уже разрабатываемых на тот момент машин Комета и Тяньшань  (яп.  Тэндзан и Суйсэй) под шифром AM-23 велась в КБ Аити с 1941 г. (главный конструктор Н. Одзаки). Техническое задание (ТТЗ ВМС) № 16 ВМС 1941 г.  (яп.  Дзю-року-си) (1941 г. = 16-й год эпохи Сёва) на ударную машину для замены торпедоносцев Тяньшан и Комета включало требования:
- Стрелковое вооружение: 2 ед. синхронизированных авиапушек, крупнокалиберный турельный пулемёт.
- Подвесное вооружение: авиаторпеда 800 кг (торпедоносец), пара ОФАБ-250/6 ОФАБ-50 (пикировщик)
- Максимальная скорость 550 км/ч[4], дальность 1,8 тыс. миль
- Маневренность, позволяющая взаимодействовать с И-0 и перспективным Ураган  (яп.  Рэппу)

Ударные машины Метеор и перехватчики Ураган планировались для базирования на новейших АВ Тайхо и АВ Синано. В связи с расширенным размером авиаподъемников обоих кораблей, на новейшие ЛА не распространялось ограничение на максимальный размах крыла (11 м).. Выполнение проекта под шифром AM-23 велось специалистами М. Мори и Я. Одзава под руководством главного инженера КБ Аити Н. Одзаки. Из-за диаметра ВИШ и внутренней подвески торпеды конструктивно самолёт спроектирован как среднеплан с крылом обратная чайка. Крыло имело элероны большой площади (использовавшимися в качестве вспомогательных закрылков) и складывающиемся законцовки. Для устойчивости пикирования на элеронах и фюзеляже устанавливались аэродинамические щитки. В качестве силовой установки был выбран двухрядный радиальный (18 цил.) двигатель воздушного охлаждения Слава  (яп.  Хомарэ) КБ Накадзима.  

#### Производство

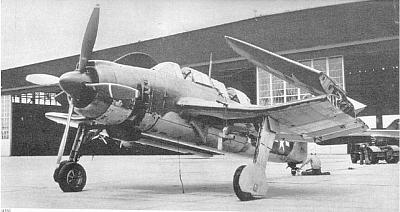
Общий вид на стоянке
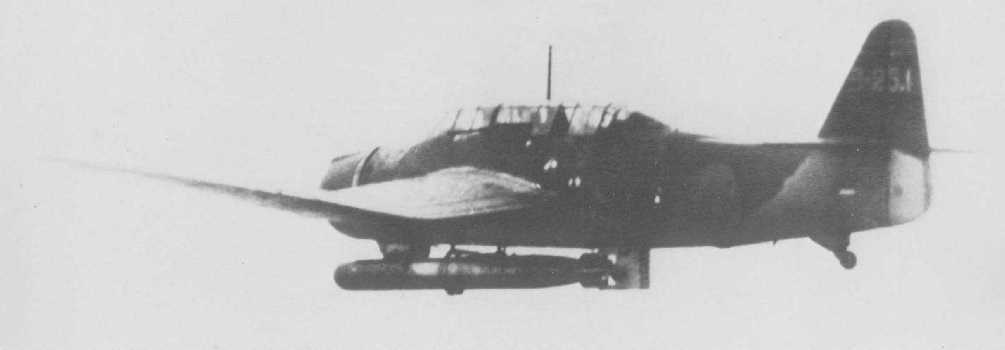
Метеор с торпедой на внешней подвеске
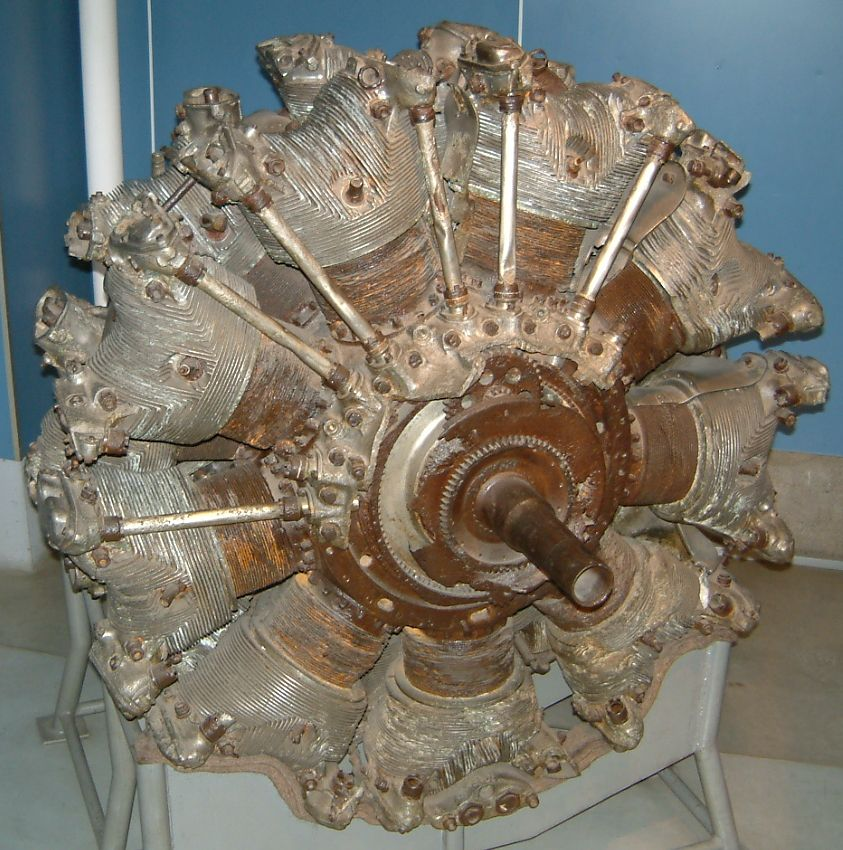
Авиадвигатель Д-45
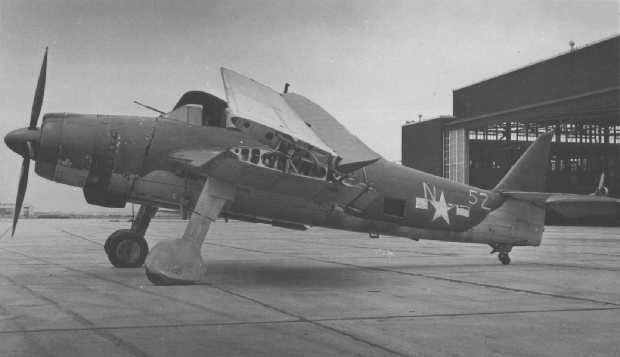
Трофейная машина РУ ВВС США

Первая опытная машина с двигателем Д-45 (Слава) построена авиазаводом Аити-Фунаката летом 1942 г. Благодаря аэродинамическому качеству, на ней была достигнута скорость 574 км/ч. К началу 1944 г. было построено 9 опытных машин. Серийное строительство торпедоносца началось весной 1944 г., всего до конца войны на авиазаводах Аити-Фунаката и авиазаводе № 21 ВМС (округ Сасэбо). Темпы росли медленно, хотя машина была более технологичной для массового производства, чем предыдущий бомбардировщик Комета. Весной 1945 г. авиазавод № 21 ВМС был сильно повреждён землетрясением, и производство было прервано.  Весной 1944 г. в серийное производство была запущена вторая модификация с двигателем Д-45-2 (Слава-2, 1825 л. с.). Одна машина была переоборудована под Славу-2 повышенной мощности (2 тыс. л. с.), существовал аванпроект Метеор-М  (яп.  Рюсэй-Кай) (B7A3) с Венерой КБ Мицубиси (MK9A, 2,2 тыс. л. с.). На первой модификации устанавливался турельный пулемёт АП-1 (7,92 мм), на второй крупнокалиберный АП-2 (13,2 мм).  Всего построено более ста машин (80 авиазаводом Аити-Фунаката и 25 авиазаводом № 21 ВМС.

## Характеристики
| Характеристики:              | ТТЗ № 16 ВМС (AM-23)               | Метеор-2 (B7A2)                              |             |             |             |            |
| Технические                  | Технические                        | Технические                                  | Технические | Технические | Технические |            |
| ---------------------------- | ---------------------------------- | -------------------------------------------- | ----------- | ----------- | ----------- | ---------- |
| Длина                        | 11,5 м                             | 11,5 м                                       |             |             |             |            |
| Высота                       | 4,1 м                              | 4,1 м                                        |             |             |             |            |
| Размах                       | 14,4 м                             | 14,4 м                                       |             |             |             |            |
| Площадь крыла (нагрузка)     | 35,4 м² (158,9 кг/м²)              | 35,4 м² (158,9 кг/м²)                        |             |             |             |            |
| Масса пустого (максимальная) | -                                  | 3,8 т (6,5 т)                                |             |             |             |            |
| Силовая установка            |                                    |                                              |             |             |             |            |
| Двигатель                    | Д-45                               | Д-45                                         | Д-45        | Д-45        | Д-45        | Д-45       |
| Объем                        | 42 л                               | 42 л                                         | 42 л        | 42 л        | 42 л        | 42 л       |
| Взлётная мощность            | 1800 л. с.                         | 1800 л. с.                                   | 1800 л. с.  | 1800 л. с.  | 1800 л. с.  | 1800 л. с. |
| Летные                       |                                    |                                              |             |             |             |            |
| Масксимальная скорость       | -                                  | 570 км/ч                                     |             |             |             |            |
| Скороподъёмность             | -                                  | 7 мин. (4 км)                                |             |             |             |            |
| Потолок                      | —                                  | 11, 3 км                                     |             |             |             |            |
| Дальность                    | -                                  | до 3 тыс. км                                 |             |             |             |            |
| Вооружение                   |                                    |                                              |             |             |             |            |
| Стрелковое                   | синхр. 2 ед.АП-99 .турельное. АП-1 | синхр. 2 ед. АП-99 . на турели. 1 ед. АП-103 |             |             |             |            |
| Подвесное                    | авиаторпеда/ОФАБ-250/ОФАБ-50       | авиаторпеда/ОФАБ-250/ОФАБ-50                 |             |             |             |            |

## Боевое применение
В связи с гибелью обоих АВ Тайхо и АВ Синано, торпедоносцы Метеор передавались только в береговые минно-торпедные полки (МТАП) ВМС. Первыми торпедоносцы Метеор получили УБАП Йокосука и МТАП №752 ВМС. После окончания боевых действий трофейные машины проходили испытания РУ ВВС США. Единственный сохранившийся на данный момент экземпляр торпедоносца Метеор экспонируется в Государственном музее авиации и космонавтики США (г. Вашингтон).